# Uržum
Uržum (rusky Уржум) je město v Kirovské oblasti v Ruské federaci. Při sčítání lidu v roce 2010 měl přes deset tisíc obyvatel.

## Poloha
Uržum leží na západním, levém břehu Uržumky (přítok Vjatky v povodí Kamy). Od Kirova, správního střediska oblasti, je vzdálen přibližně 190 kilometrů na jih.

## Dějiny
Uržum byl založen jako ruská pevnost (na místě dřívějšího marijského osídlení) v roce 1584. Městem je od roku 1796.

### Rodáci
- Sergej Mironovič Kirov (1886–1934), politik
- Alexej Dmitrijevič Speranskij (1888–1961), patolog